# 順獨
順獨（英語：STR8TS，读作：straights），是由 Jeff Widderich 所作的一个棋盘游戏。

## 規則
行列數字不可重複。

行列的白格被黑格分隔成區段。區段的白格數字形成順，但數字不須依序排列。 ( 7 5 9 8 含有間隔，2 6 4 3 5 則是沒有間隔)

黑格數字不計入順獨。

## 分支及變型
STR8TS lite

STR8TS mini

STR8TS poke

## 參看
- 數獨
- 算獨
- 數和
- 數迴
- 數牆
- 數連
- 數壹
- 數燈
- 數間

## 外部連結
- 台灣數獨發展協會(官網) （页面存档备份，存于）
- STR8TS (official site) （页面存档备份，存于）